# Golfiarze
Golfiarze (ang. Caddyshack) – amerykańska komedia z 1980 roku w reżyserii Harolda Ramisa.

## Główne role
- Chevy Chase jako Ty Webb
- Rodney Dangerfield jako Al Czervik
- Ted Knight jako sędzia Elihu Smails
- Michael O’Keefe jako Danny Noonan
- Bill Murray jako Carl Spackler
- Sarah Holcomb jako Maggie O'Hooligan
- Scott Colomby jako Tony D'Annunzio
- Cindy Morgan jako Lacey Underall
- Dan Resin jako dr Beeper
- Henry Wilcoxon jako biskup
- Elaine Aiken jako pani Noonan
- Albert Salmi jako pan Noonan
- Ann Ryerson jako Grace
- Brian Doyle-Murray jako Lou Loomis

## Fabuła
W pewnym mieście działa dość nietypowy klub golfiarski. Jego członkami są: noszący kije Danny Noonan, zblazowany bogacz Ty Webb i szalony ogrodnik Carl Spackler. Ich klub działałby nadal, ale na horyzoncie pojawia się Al Czervik – przedsiębiorca budowlany. Chce zostać członkiem Bushwood Country Club, ale problemem są jego maniery, które drażnią sędziego Smailsa. W końcu Al postanawia wykupić pole golfowe i postawić na nim osiedle. Golfiarze podejmują walkę.